# Березовская, Серафима Савельевна
Серафима Савельевна Березовская (Чечукова) (13.02.1926 — 17.06.2012) — звеньевая колхоза имени Буденного Березовского района Одесской области, Герой Социалистического Труда.

## Биография
Родилась 13 февраля 1926 года в селе Бузиново (ныне Ивановский район Одесской области), девичья фамилия Березовская. В 1928 году их семья переехала на хутор Гладкий Березовского района. В 1941 году окончила 8 классов.
В 1941—1944 годах их район находился под немецкой оккупацией.
После восстановления колхоза имени Буденного (позднее — имени Посмитного) работала бригадиром полеводческой бригады. Награждена медалью «За доблестный труд в Великой Отечественной войне».
В послевоенные годы возглавляла звено. Первой в колхозе стала применять скоростной метод вязки снопов — 800—900 в день.
В 1948 году её звено получило урожайность пшеницы 30,6 центнера с гектара на площади 41 га.
Указом Президиума Верховного Совета СССР от 21 марта 1949 года за получение высоких урожаев присвоено звание Героя Социалистического Труда (на момент награждения носила фамилию Березовская).
С 1949 г. работала бригадиром полеводческой бригады. Окончила заочно среднюю школу (1955) и бухгалтерские курсы (1957), работала бухгалтером, заместителем председателя колхоза, главным бухгалтером.
В 1967 году в связи с избранием мужа (Василия Максимовича Чечукова) секретарем Беляевского райкома Компартии Украины переехала в город Беляевка Одесской области. В 1967—1982 годах главный бухгалтер районного комитета профсоюза работников сельского хозяйства, бухгалтер районного совета добровольного спортивного общества «Колос».
Умерла 17 июня 2012 года.
Награждена медалью «За доблестный труд в Великой Отечественной войне 1941—1945 гг.», Большой серебряной медалью ВСХВ (1955).